# Coupe des champions féminine de la CONCACAF 2024-2025
Navigation
2025-2026
La Coupe des champions féminine de la CONCACAF 2024-2025 est la première édition de la plus importante compétition inter-clubs nord-américaine de football féminin. Le vainqueur est qualifié pour la première édition de la Coupe des champions féminine de la FIFA en 2026.

## Participants
| \| Portland Thorns NJ/NY Gotham San Diego Wave Vancouver Whitecaps Tigres UANL CF Monterrey Club América LD Alajuelense Frazsiers Whip Santa Fé FC Alianza FC \| Localisation des clubs engagés dans la compétition. · Qualifiés pour le tour préliminaire · Qualifiés pour la phase de groupes · Demi-finalistes · Finaliste · Champion |
| Portland Thorns NJ/NY Gotham San Diego Wave Vancouver Whitecaps Tigres UANL CF Monterrey Club América LD Alajuelense Frazsiers Whip Santa Fé FC Alianza FC |

Neuf clubs sont directement qualifiés pour la phase de groupe : trois clubs de NWSL, trois clubs de Liga MX et les champions de Jamaïque, du Costa Rica et de Panama. Les champions du Canada et du Salvador se disputent la dixième place lors d'un tour préliminaire.
| Tour préliminaire | Tour préliminaire      | Tour préliminaire                                                       |
| Pays              | Club                   | Méthode de qualification                                                |
| ----------------- | ---------------------- | ----------------------------------------------------------------------- |
| Canada            | Whitecaps de Vancouver | Champion de Ligue1 2023                                                 |
| Salvador          | Alianza FC             | Champion de Primera División 2023-2024                                  |
| Phase de groupes  |                        |                                                                         |
| Costa Rica        | LD Alajuelense         | Vainqueur des tournois d'ouverture et de clôture de Liga Promerica 2023 |
| États-Unis        | Gotham du NJ/NY        | Champion de NWSL 2023                                                   |
| États-Unis        | Wave de San Diego      | Premier de la saison régulière de NWSL 2023                             |
| États-Unis        | Thorns de Portland     | Deuxième de la saison régulière de NWSL 2023                            |
| Jamaïque          | Frazsiers Whip         | Champion de Women's Premier League 2022-2023                            |
| Mexique           | Tigres UANL            | Vainqueur du tournoi d'ouverture de Liga MX 2023                        |
| Mexique           | CF Monterrey           | Vainqueur du tournoi de clôture de Liga MX 2024                         |
| Mexique           | Club América           |                                                                         |
| Panama            | Santa Fé FC            | Vainqueur du tournoi d'ouverture de la Liga de Fútbol Femenino 2024     |

## Calendrier
| Nom                                               | Tirage au sort | Date                                                                                          | Équipes participantes |
| ------------------------------------------------- | -------------- | --------------------------------------------------------------------------------------------- | --------------------- |
| Tour préliminaire                                 |                |                                                                                               |                       |
| -                                                 | -              | 13-15 août 2024                                                                               | 2                     |
| Phase de groupes                                  |                |                                                                                               |                       |
| Journée 1 Journée 2 Journée 3 Journée 4 Journée 5 | 6 juin 2024    | 20-22 août 2024 2-5 septembre 2024 17-19 septembre 2024 1er-3 octobre 2024 15-17 octobre 2024 | 8                     |
| Phase finale (2024)                               |                |                                                                                               |                       |
| Demi-finales                                      | -              | 22 mai 2025                                                                                   | 4                     |
| Match pour la 3e place                            | -              | 25 mai 2025                                                                                   | 2                     |
| Finale                                            | -              | 25 mai 2025                                                                                   | 2                     |

## Format et tirage au sort
Le tirage au sort de la phase de groupes a lieu le 6 juin 2024. Les dix équipes qualifiées sont réparties en deux groupes de cinq, où elles s'affrontent chacune une fois.
Les deux premières de chaque groupe se qualifient pour les demi-finales, les vainqueurs de groupe affrontant les deuxièmes de l'autre groupe.

## Tour préliminaire
| Tour préliminaire         | Alianza FC | 0 - 1   | Vancouver Whitecaps | Stade Cuscatlán, San Salvador |  |
| Jeudi 15 août 2024 17h PT |            | (0 - 1) | 25e Emily Wong      |                               |  |

## Phase de groupes

### Groupe A
| Rang | Équipe         | Pts | J | G | N | P | Bp | Bc | Diff |  | Résultats (▼ dom., ► ext.) |  |     |     |     |      |
| ---- | -------------- | --- | - | - | - | - | -- | -- | ---- |  | -------------------------- |  | --- | --- | --- | ---- |
| 1    | Tigres UANL    | 10  | 4 | 3 | 1 | 0 | 18 | 6  | +12  |  | Tigres UANL                |  | 4-4 | 4-0 | 3-1 | 7-1  |
| 2    | NJ/NY Gotham   | 8   | 4 | 2 | 2 | 0 | 21 | 4  | +17  |  | NJ/NY Gotham               |  |     | 0-0 | 4-0 | 13-0 |
| 3    | CF Monterrey   | 7   | 4 | 2 | 1 | 1 | 8  | 4  | +4   |  | CF Monterrey               |  |     |     | 3-0 | 5-0  |
| 4    | LD Alajuelense | 3   | 4 | 1 | 0 | 3 | 6  | 10 | -4   |  | LD Alajuelense             |  |     |     |     | 5-0  |
| 5    | Frazsiers Whip | 0   | 4 | 0 | 0 | 4 | 1  | 30 | -29  |  | Frazsiers Whip             |  |     |     |     |      |

### Groupe B
| Rang | Équipe              | Pts | J | G | N | P | Bp | Bc | Diff |  | Résultats (▼ dom., ► ext.) |  |     |     |     |     |
| ---- | ------------------- | --- | - | - | - | - | -- | -- | ---- |  | -------------------------- |  | --- | --- | --- | --- |
| 1    | Club América        | 9   | 4 | 3 | 0 | 1 | 14 | 3  | +11  |  | Club América               |  | 1-3 | 1-0 | 7-0 | 5-0 |
| 2    | Portland Thorns     | 9   | 4 | 3 | 0 | 1 | 13 | 5  | +8   |  | Portland Thorns            |  |     | 2-3 | 6-0 | 2-1 |
| 3    | San Diego Wave      | 9   | 4 | 3 | 0 | 1 | 7  | 3  | +4   |  | San Diego Wave             |  |     |     | 2-0 | 2-0 |
| 4    | Vancouver Whitecaps | 3   | 4 | 1 | 0 | 3 | 2  | 16 | -14  |  | Vancouver Whitecaps        |  |     |     |     | 2-1 |
| 5    | Santa Fé FC         | 0   | 4 | 0 | 0 | 4 | 2  | 11 | -9   |  | Santa Fé FC                |  |     |     |     |     |

## Phase à élimination directe
L'Estadio Universitario, le stade des Tigres, est désigné pour accueillir la phase finale de la compétition.
|  | Demi-finales    | Demi-finales    | Demi-finales | Demi-finales |                               |             | Finale      | Finale      | Finale      | Finale      |
|  |                 |                 |              |              |                               |             |             |             |             |             |
|  | 22 mai 2025     | 22 mai 2025     | 22 mai 2025  | 22 mai 2025  |                               |             | 25 mai 2025 | 25 mai 2025 | 25 mai 2025 | 25 mai 2025 |
|  | Tigres UANL     | Tigres UANL     | 2            | 2            |                               |             | 25 mai 2025 | 25 mai 2025 | 25 mai 2025 | 25 mai 2025 |
|  | Tigres UANL     | Tigres UANL     | 2            | 2            |                               |             | 25 mai 2025 | 25 mai 2025 | 25 mai 2025 | 25 mai 2025 |
|  | Portland Thorns | Portland Thorns | 0            | 0            |                               |             | 25 mai 2025 | 25 mai 2025 | 25 mai 2025 | 25 mai 2025 |
|  | Portland Thorns | Portland Thorns | 0            | 0            | Tigres UANL                   | Tigres UANL | 0           | 0           |             |             |
|  | 22 mai 2025     |                 |              |              | Tigres UANL                   | Tigres UANL | 0           | 0           |             |             |
|  |                 |                 | NJ/NY Gotham | NJ/NY Gotham | 1                             | 1           |             |             |             |             |
|  | Club América    | Club América    | NJ/NY Gotham | NJ/NY Gotham | 1                             | 1           | 1           | 1           |             |             |
|  | Club América    | Club América    |              |              |                               |             |             | 1           |             |             |
|  | NJ/NY Gotham    | NJ/NY Gotham    | 3            | 3            |                               |             |             |             |             |             |
|  | NJ/NY Gotham    | NJ/NY Gotham    | 3            | 3            | Match pour la troisième place |             |             |             |             |             |
|  |                 |                 |              |              |                               |             |             |             |             |             |
|  | 25 mai 2025     |                 |              |              |                               |             |             |             |             |             |
|  | Portland Thorns | Portland Thorns | 3            | 3            |                               |             |             |             |             |             |
|  | Portland Thorns | Portland Thorns | 3            | 3            |                               |             |             |             |             |             |
|  | Club América    | Club América    | 0            | 0            |                               |             |             |             |             |             |
|  | Club América    | Club América    | 0            | 0            |                               |             |             |             |             |             |

### Demi-finales
| Demi-finale       | Club América       | 1 - 3   | Gotham du NJ/NY                                           | Estadio Universitario, San Nicolás de los Garza |  |
| 21 mai 2025 19h30 | Irene Guerrero 38e | (1 - 3) | 21e Geyse · 30e Margaret Purce · 33e (csc) Jana Gutiérrez |                                                 |  |

| Demi-finale       | Tigres UANL                              | 2 - 0   | Thorns de Portland | Estadio Universitario, San Nicolás de los Garza |  |
| 21 mai 2025 22h30 | Aaliyah Farmer 10e · Thembi Kgatlana 27e | (2 - 0) |                    |                                                 |  |

### Match pour la3eplace
| Match pour la 3e place | Club América | 0 - 3   | Thorns de Portland                                            | Estadio Universitario, San Nicolás de los Garza |  |
| 25 mai 2025 17h        |              | (0 - 1) | 45e Pietra Tordin · 52e Payton Linnehan · 81e Olivia Moultrie |                                                 |  |

### Finale
| Finale          | Tigres UANL | 0 - 1   | Gotham du NJ/NY     | Estadio Universitario, San Nicolás de los Garza |  |
| 25 mai 2025 20h |             | (0 - 0) | 82e Esther González |                                                 |  |

## Statistiques individuelles
|    | Joueuse             | Club            | Buts |
| -- | ------------------- | --------------- | ---- |
| 1. | Ana Dias (en)       | Tigres UANL     | 4    |
| 1. | María Sánchez       | San Diego Wave  | 4    |
| 3. | Izzy D'Aquila (en)  | Portland Thorns | 3    |
| 3. | Lucía García        | CF Monterrey    | 3    |
| 3. | Esther González     | NJ/NY Gotham    | 3    |
| 3. | Irene Guerrero      | Club América    | 3    |
| 3. | Thembi Kgatlana     | Tigres UANL     | 3    |
| 3. | Sarah Luebbert (en) | Club América    | 3    |
| 3. | Stephany Mayor      | Tigres UANL     | 3    |
| 3. | Kiana Palacios      | Club América    | 3    |
| 3. | Yazmeen Ryan (en)   | NJ/NY Gotham    | 3    |
| 3. | Christine Sinclair  | Portland Thorns | 3    |
| 3. | Lynn Williams       | NJ/NY Gotham    | 3    |